# Efficacité
L'efficacité est la capacité, d'une personne, d'un groupe ou d'un système, à parvenir à ses fins, à ses objectifs (ou à ceux qu'on lui a fixés). Être efficace revient à produire à l'échéance prévue les résultats escomptés et réaliser des objectifs fixés, objectifs qui peuvent être définis en termes de quantité, mais aussi de qualité, de rapidité, de rapport coût-efficacité, de rentabilité, etc.
La notion d'efficacité est largement utilisée dans les activités économiques et de gestion, mais pas seulement : elle est employée dans les domaines scientifiques : chimie, catalyse, biochimie, biologie, mécanique, thermodynamique, etc.
L'efficacité est une notion large qui comprend d'autres termes voisins, avec lesquels elle ne saurait être confondue :
- l'efficience qui est la capacité à atteindre des objectifs au prix d'une consommation minimale de ressources (personnel, matériel, finances). Il s'agit de réaliser les objectifs de l'organisation (ou une partie de celle-ci) avec le minimum de coûts ;
- la productivité qui entend mesurer précisément le degré de contribution d'un ou de facteurs entrants sur la variation du résultat d'un processus examiné ;
- le rendement qui qualifie la manière dont une action, un procédé de transformation, un processus — dans lequel on a initialement donné, investi ou consommé des ressources — rend, retourne, renvoie le résultat prévu ou attendu.

## Historique du concept
L'« efficacité » est un concept relativement récent (1908).

## Interaction de l'efficacité avec d'autres notions
L'efficacité ne peut être appréciée comme une valeur isolée et absolue.
En gestion de projet, l'obtention d'un résultat dépend de la combinaison entre trois paramètres :
- la charge : qui caractérise l'importance, la dimension du résultat à atteindre, et par conséquent le volume d'effort à produire.

Exemple : La peinture d'une porte peut être définie comme une peinture en une, deux ou trois couches à appliquer.
- la ressource affectée : qui caractérise l'importance des moyens mobilisés pour effectuer la charge.

Exemple : Une charge peut être réalisée par une personne seule ou un groupe de personnes.
- la durée : qui caractérise le temps alloué aux ressources pour remplir la charge.

Exemple : La charge peut avoir une durée allouée très courte (contrainte délai forte) ou longue (on a le temps de voir venir…)
On s'aperçoit donc qu'il existe une étroite corrélation entre ces paramètres : par exemple, diminuer la charge (réduire le nombre des couches exigées) ou augmenter les ressources (affecter deux peintres au lieu d'un) aura pour effet de réduire la durée de réalisation de la charge.
En évaluation, l'efficacité est un critère de jugement qui consiste à vérifier si les objectifs attendus ont été atteints. Ce critère est nécessaire mais non suffisant pour établir une évaluation : Pour être complet, le tableau d'évaluation doit inclure l'appréciation selon plusieurs autres critères, tels que la pertinence, l'efficience, la cohérence, la capacité à former, et l'utilité.

## Causes et effets de l'efficacité
L'efficacité a fait l'objet de nombreuses interrogations :
- quel est l'impact des processus gérant, motivant ou générant l'efficacité selon les contextes ? (par ex : contextes fortement imprégnés par les idées de productivité et de compétitivité).

Au XXe siècle, taylorisme, marchandisation et financiarisation ont poussé à la recherche systématique de l'efficacité.
- depuis toujours le philosophe, le sociologue, le psychologue, l'éducateur, le moraliste s'interrogent sur le sens et la valeur qu'une société et les individus attribuent à l'efficacité.
- quels liens relient l'esprit d'efficacité à celui d'innovation ? Hors des méthodes de travail acquises ou apprises, pourquoi certaines personnes, groupes, systèmes ou organisations (y compris auto-organisations) sont-elles plus efficaces dans l'accomplissement d'une activité (connue ou nouvelle) ?
- en quoi la compréhension précise d'une tâche (ce qu'on veut, peut ou doit faire) est-il un facteur majeur d'efficacité ?

Une tâche simple ou bien apprise peut être accomplie presque de manière réflexe.
Une tâche ou objectif plus complexes ne peuvent être appréhendés et appropriés aussi naturellement par le cerveau.
Les théories de la participation, de l'empowerment s'efforcent de réfléchir cette question.
- ans une perspective éthique et humaniste, l'efficacité peut conduire, au niveau personnel ou professionnel, à mettre en perspective la notion d'efficacité et de performance pour intégrer le respect de ses objectifs, des autres, de soi et de l'environnement passé, présent et à venir.

## Efficacité: facteur de progrès et/ou de stress
Dans le monde du travail et de l'économie mondialisée basée sur la consommation de biens et de ressources, la recherche d'augmentation de l'efficacité visant le gain de productivité est au-delà d'un certain seuil, facteur de stress, d'accident, voire de suicide. Le travailleur se trouve de plus en plus victime d'une situation de paradoxes et double contrainte, devant contradictoirement être autonome et solidaire, expert dans son domaine et polyvalent, rentable et peu coûteux, moins polluant, moins consommateur d'énergie et de plus en plus mobile et productif.
Le stress peut être renforcé et les conditions de travail dégradées quand l'efficacité et la qualité, que la comptabilité analytique ne sait pas analyser ni mesurer, deviennent des critères de salaire ou d'avancement.
La performance d'un système ou d'un groupe ne dépend pas que de la productivité des individus et de l'intensité énergétique d'un travail.
Des logiques de créativité et de travail collaboratif peuvent s'opposer à la division taylorienne et pyramidale du travail et à la logique d'un service rendu à moindre coût (sans prise en compte ni internalisation des coûts externes). Le sociologue Pierre Veltz estime que la période post-industrielle déplace l'efficacité « de l'individu au collectif ».